# Eine tolle Nacht (1914)
Eine tolle Nacht ist eine deutsche Stummfilmposse aus dem Jahre 1914 mit Henry Bender.

## Handlung
Im Mittelpunkt der Handlung steht Florian Pieper, der Erfinder des Insektenpulvers Pieperlin, der zugleich Vorsitzender des Turnvereins „Die stramme Muskel“ in Klein-Mäuseritz ist. Seine bessere Hälfte heißt Therese, war einst ein Kabarettstar und findet heute ihre Erfüllung als Direktrice des Flohzirkus „Hupfhoch“. Eines Tages fährt diese Karikatur von einem Provinzler in die Weltstadt Berlin zu einem Ringkampf im Zirkus Busch und soll sich dort plötzlich mit einem muskelbepackten Herausforderer namens Olaf, genannt die „nordische Eiche“, messen. Wenn er diese Herausforderung annimmt, so befürchtet Pieper, wird er ordentlich Dresche beziehen; wenn er kneift, gilt er als Feigling. So oder so: als Präsident eines Turnvereins mit dem anmaßenden Namen „Stramme Muskel“ hat Insektenpulver-Pieper im Ring viel zu verlieren. Und so stolpert er vor Ort von einer misslichen Situation in die andere, lernt aber auch eine nette junge Frau kennen, in die er sich auch noch verliebt: Nur zu dumm, dass dies ausgerechnet seine zukünftige Schwägerin ist!

## Produktionsnotizen
Eine tolle Nacht entstand im Frühling 1914 und erlebte seine Uraufführung am 5. Juni 1914 im Cines-Theater am Nollendorfplatz. Die Länge des Vierakters betrug bei seiner Neuzensurierung im Juni 1921 1183 Meter. Ein Jugendverbot wurde erteilt.
Derselbe Stoff, ein langjähriger Possenhit am Berliner Metropol-Theater, wurde 1919 unter dem Titel  Das rosa Trikot neuverfilmt. Der 1926 entstandene Film Eine tolle Nacht basiert nicht auf diesem Stoff.

## Kritik
„In einer etwas langatmigen, aber an drolligen und wirksamen Szenen sehr reichen Verfilmung der Julius Freundschen Posse "Eine tolle Nacht"
debütierte Henry Bender im Cines-Nollendorf-Theater. Die abenteuerliche Fahrt des Insektenpulverfabrikanten Pieper aus seinem Provinzstädtchen nach Berlin bringt einige Bilder von unwiderstehlicher Komik, wie das Ständchen des Turnvereins bei seinem wohlbeleibten Vorsitzenden, das Wirrwarr in einem Berliner Hotel und das Ringkämpfergastspiel des Insektenpulverindustriellen im Zirkus Busch.“

„Der Film „Eine tolle Nacht“ wirkt in erster Linie durch die äußerst drastische Komik, die sowohl durch die tollsten Situationen als auch durch die geradezu herzerquickende Komik der Darstellung zur Geltung kommt. (…) In den 5 Akten, welche tatsächlich den Zuschauer ununterbrochen in der heitersten Stimmung erhalten, findet sich vieles, das in den komischen Filmen von einst so glänzend zu wirken imstande war … nämlich die Groteske der Situation und der Darstellung. Hier … ist weniger Wert auf den Witz als auf die Komik gelegt. (…) Höchst originelle Schlagerszenen, in welchen auch den einzelnen Kräften Gelegenheit gegeben ist, alle Feuer ihres Könnens sprühen zu lassen, bilden die Ovation, welche die Mitglieder der „Strammen Muskel“ dem wackeren Pieper, der sich mit Olaf, der „Nordischen Eiche“, messen will, darbringen, und die Schlußszene im Zirkus, die uns Henry Bender im Ringerkostüm mit dem Zylinder auf dem Kopfe und dem Lorbeerkranze um die Schulter zeigt.“